# Hyllisia leucosuturata
Hyllisia leucosuturata là một loài bọ cánh cứng trong họ Cerambycidae.